# Ausbreitversuch

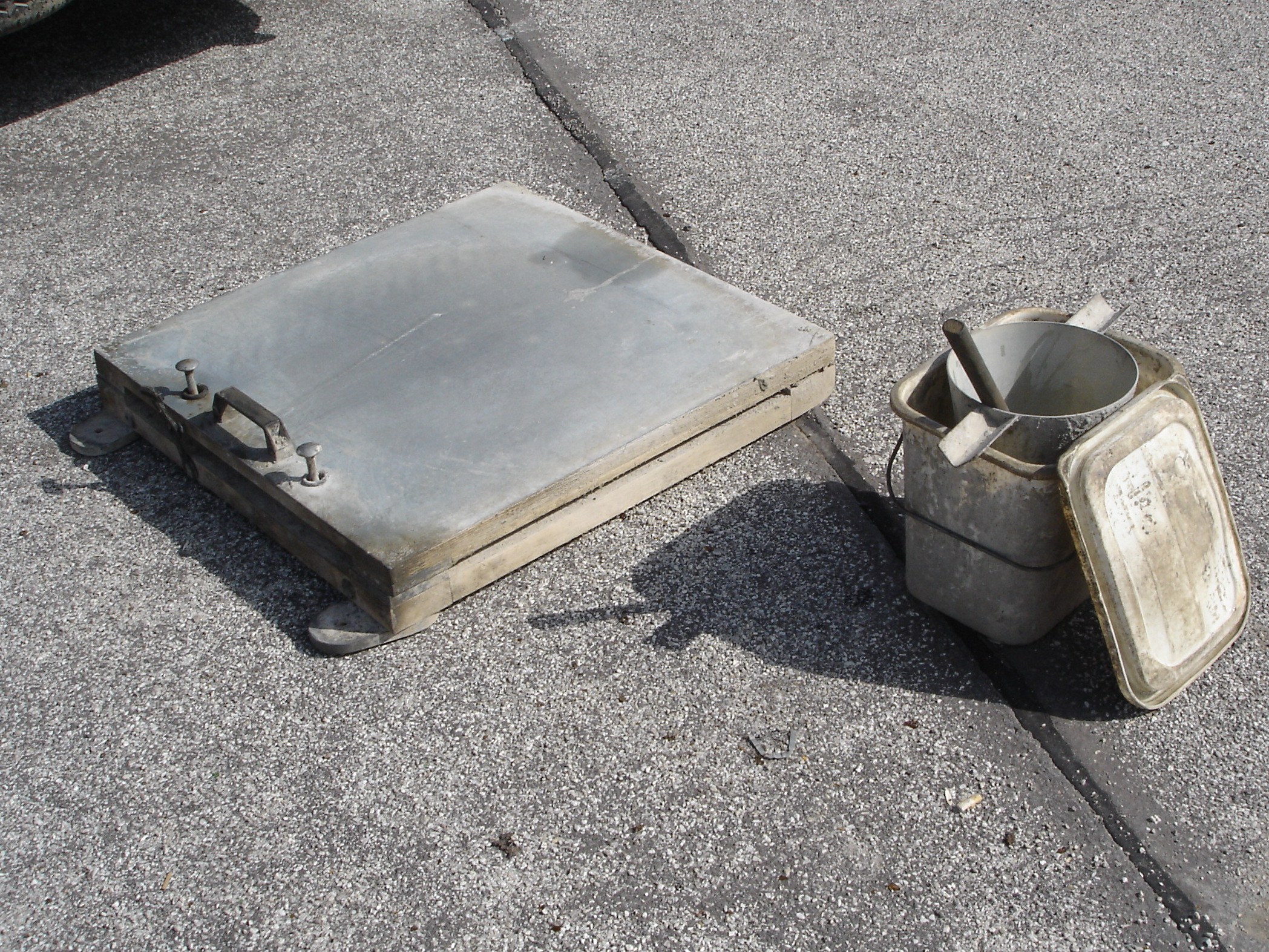
Ausbreittisch, Kegelstumpfform, Eimer mit Wasser und kleiner Besen zum Befeuchten des Tischs

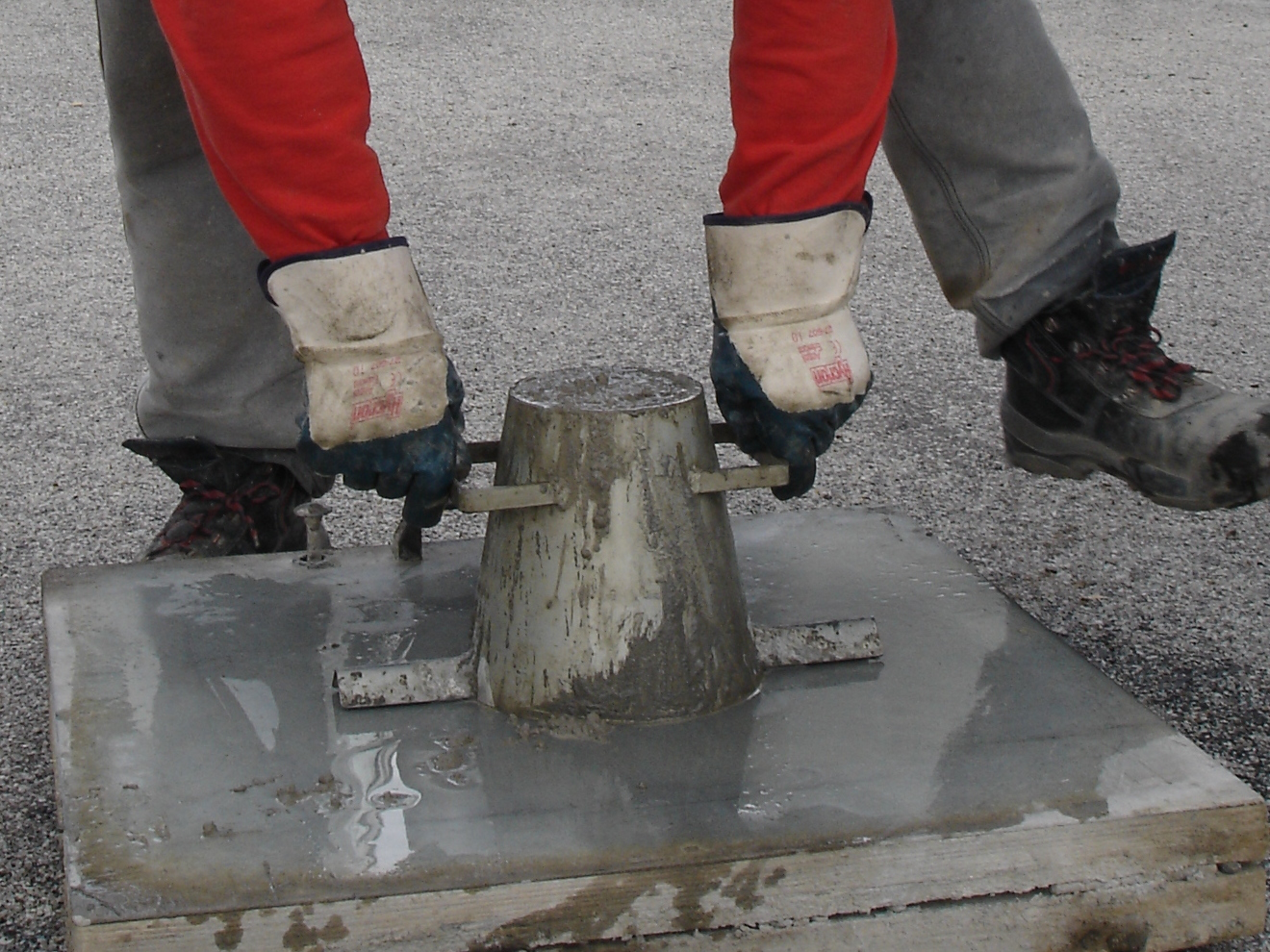
Der bis zum Rand mit flüssigem Beton gefüllte Trichter wird hochgezogen …

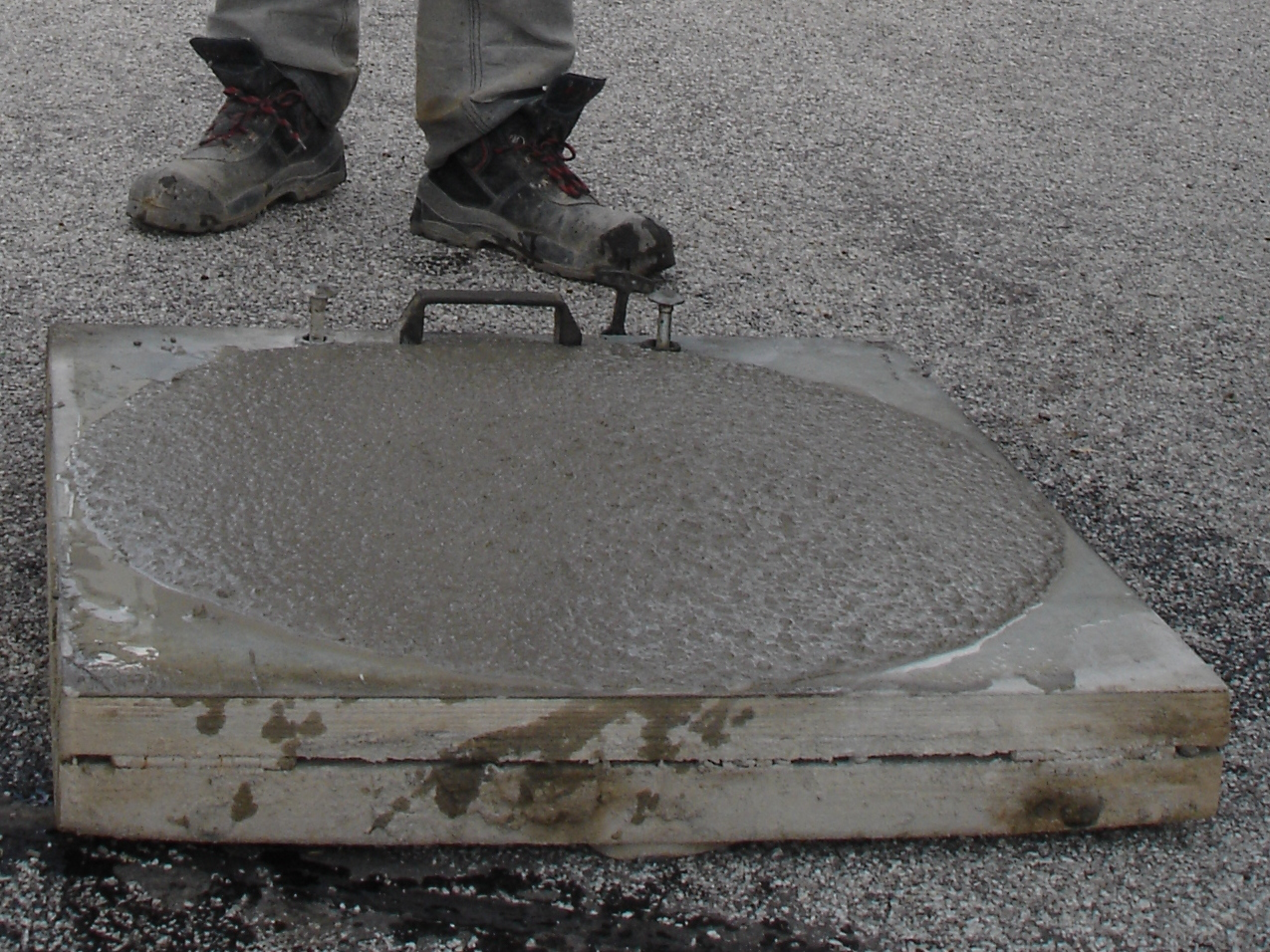
… und der Beton breitet sich durch das definierte Anheben und Fallenlassen der oberen Tischplatte aus. Danach wird der Durchmesser gemessen.
Hier wurde ein sehr fließfähiger Beton geprüft. Ausbreitmaß: ca. 700 mm.

Der Ausbreitversuch ist ein Verfahren zur Bestimmung des Ausbreitmaßes, einer Kenngröße für die Konsistenz von Frischbeton. Durch den einfachen Versuchsaufbau ist diese Betonprüfung auch direkt auf der Baustelle möglich. Umgangssprachlich wird die Durchführung des Versuchs wegen des typischen Geräuschs auch einfach als klappern bezeichnet.
Der Ausbreitversuch ist bei Schaumbeton, Einkornbeton und bei einem Größtkorn des Zuschlags von mehr als 63 mm nicht anwendbar. Außerdem lassen sich selbstverdichtende Betone aufgrund der beschränkten Größe des Versuchstischs nicht ausreichend genau prüfen.

## Anwendung und bautechnischer Hintergrund
Der Ausbreitversuch spielt sowohl auf Baustellen, als auch in den betonherstellenden Mischwerken eine große Rolle. Der Versuch dient zur Prüfung der Konsistenz des Frischbetons im Werk vor dem Verladen auf einen Fahrmischer sowie auf der Baustelle unmittelbar vor dem Einbau. Besonders wichtig ist die Prüfung, wenn aufgrund der Einbaubedingungen (z. B. enge Bewehrungsführung) oder besonderen Anforderungen an die Oberfläche des Bauteils (z. B. Sichtbeton) eine Mischung mit einer vorgegebenen Konsistenz bzw. mit einem bestimmten Ausbreitmaß bestellt wurde.
Ist der Frischbeton zu zähflüssig (steif), kann es beim Einbau zu Hohlräumen (größere Poren, Kiesnester) kommen. Oft stellen Hohlräume lediglich einen optischen Mangel dar, können bei einer Häufung aber auch die Tragfähigkeit des Bauteils beeinträchtigen. Außerdem ist freiliegende Bewehrung nicht vor Korrosion geschützt, so dass häufig Sanierungsmaßnahmen erforderlich werden.

## Versuch

### Zubehör und Umgebungsbedingungen
- genormter Ausbreittisch mit Scharnier an einer Seite und mit Handgriff und einem Anschlag zur Begrenzung der Hubhöhe an der gegenüberliegenden Seite. Maße: 70 cm × 70 cm[2]
- kegelstumpfförmiger Behälter, der oben und unten offen ist. (Höhe: 20 cm, Durchmesser oben: 13 cm, Durchmesser unten: 20 cm; 4,341 Liter)[2]
- Eimer mit Wasser, kleiner Besen o. ä. zum Befeuchten und Reinigen der Platte, Glättkelle o. ä., kleine Schaufel
- horizontaler, fester, nicht federnder Untergrund[2]
- ggf. Überdachung bei starkem Regen

### Durchführung
Zunächst wird die Platte des Tischs mit Wasser befeuchtet und mit einer Glättkelle o. ä. wird der entstandene Wasserfilm abgezogen. Die Oberfläche sollte danach mattfeucht sein. Dadurch wird sichergestellt, dass die Konsistenz nicht durch den Zustand der Oberfläche des Tischs verändert wird. Bei einer trockenen Oberfläche würde das Ausbreitmaß geringer ausfallen. Ein zu nasser Tisch würde das Ergebnis in die andere Richtung verfälschen.
Anschließend ist die Kegelstumpfform mittig aufzusetzen und mit einer kleinen Schaufel mit Frischbeton zu füllen. Überstehender Beton an der oberen Öffnung wird glatt abgestrichen und die Form anschließend hochgezogen. Der Beton breitet sich ein Stück weit aus. Die bewegliche Seite des Ausbreittischs wird sofort danach 15 Mal ruckfrei bis zum Anschlag (4 cm) angehoben und dann fallen gelassen. Zwischen jedem Durchgang (des Anhebens und Fallenlassens) sollten mindestens 1 Sekunde bis höchstens 3 Sekunden vergehen. Durch die Erschütterungen breitet sich der Frischbeton weiter aus. Abschließend wird der Durchmesser des entstandenen „Betonkuchens“ zwei Mal über Kreuz gemessen. Der mittlere Durchmesser in Millimeter ist das Ausbreitmaß. Das ermittelte Maß wird auf 10 mm gerundet.

### Auswertung und Maßnahmen
| Konsistenzbereich | Ausbreitmaß- klasse | Ausbreitmaß in mm |
| ----------------- | ------------------- | ----------------- |
| sehr steif        | –                   | –                 |
| steif             | F1                  | ≤ 340 – 000       |
| plastisch         | F2                  | ≤ 350 – 410       |
| weich             | F3                  | ≤420 – 480        |
| sehr weich        | F4                  | ≤490 – 550        |
| fließfähig        | F5                  | ≤560 – 620        |
| sehr fließfähig   | F6                  | ≤630 – 700        |
| SVB               | –                   | – 000> 700        |

Wie in der Durchführung beschrieben, ist das Ergebnis des Versuchs der Durchmesser des „Betonkuchens“.
Die Konsistenz, bzw. die Konsistenzklasse des Frischbetons lässt sich anhand dieses Wertes mit der nebenstehenden Tabelle einfach bestimmen.
Wurde Beton mit einer bestimmten Konsistenz bestellt, bietet der Ausbreitversuch auf der Baustelle die Möglichkeit, zu prüfen, ob der Zielwert tatsächlich vorliegt. Sollte dies nicht der Fall sein, kann das Ausbreitmaß etwa durch Zugabe von Fließmittel erhöht werden. Anschließend wird der Versuch wiederholt. Die Prüfung einzelner Chargen erlaubt dem Mischmeister im Betonwerk die Rezeptur leicht anzupassen und die Anlage für kommende Chargen entsprechend einzustellen.

### Vor- und Nachteile
Großer Vorteil des Versuchs ist der einfache Versuchsaufbau und die schnelle Durchführbarkeit. Ausbreittische sind robust gebaut, leicht zu säubern und benötigen keine Stromversorgung. Dadurch kann die Frischbetonkonsistenz auf der Baustelle ohne große Vorbereitungen geprüft werden.
Als nachteilig anzusehen ist die manuelle Durchführung des Versuchs. Da die Norm mit 1 bis 3 Sekunden Zeit zwischen zwei Durchgängen ein relativ großes Zeitfenster erlaubt, ist es dem Prüfer möglich eine Probe schnell oder langsam zu „klappern“ und so – absichtlich oder unabsichtlich – das Ausbreitmaß zu beeinflussen. Aufgrund dieser Variabilität schreibt die DIN 1045-2 bzw. die DIN EN 206-1 eine Toleranz von ± 30 mm für die Einhaltung des Zielwertes der Konsistenz vor.

## Normen und Standards
- DIN 1048 – Prüfverfahren für Beton
- DIN EN 12350-5 – Prüfung von Frischbeton – Teil 5: Ausbreitmaß